# 삼성 갤럭시 A22
삼성 갤럭시 A22 (Samsung Galaxy A22)는 2021년 6월에 삼성전자가 공개한 안드로이드 스마트폰이다. One UI Core를 구동하는 스마트폰 최초로 OIS가 탑재되어 있다.